# NGC 7384
NGC 7384 – gwiazda znajdująca się w gwiazdozbiorze Pegaza. Jej jasność obserwowana wynosi około 16m. Zaobserwował ją Bindon Stoney (asystent Williama Parsonsa) 27 listopada 1850 roku i uznał za obiekt typu „mgławicowego”. Baza SIMBAD błędnie podaje, że NGC 7384 to galaktyka LEDA 69819 (PGC 69819).